# Jacob Batt
Jacob Batt auch Jacobus Battus (* 1465 in der Provinz Zeeland; † 1502) war ein niederländischer Lehrer, Stadtsekretär bzw. Stadtschreiber und langjähriger Freund von Erasmus von Rotterdam.

## Leben und Wirken
Batt studierte im Jahre 1492 in Paris an der Sorbonne, zurück in die Niederlande übernimmt er eine wichtige Funktion in der Stadt Bergen op Zoom in Noord-Brabant.
Erasmus lernte Batt, der dort als Stadtschreiber wirkte, in Bergen kennen. Erasmus zog sich des Öfteren auf das Landgut der adligen Familie van Bergen in Halsteren unweit von Bergen zurück, dort knüpfte er weitere Kontakte. Bei einem Aufenthalt auf dem Landsitz des Bischofs Hendrik van Bergen schuf er zwischen 1494 und 1495 sein Werk „Antibarbari“.
Zwischen Batt und Erasmus entspannte sich über dieses Thema ein Diskurs. Batt verwarf die Behauptung, dass es zwischen einer christlicher und einer weltlicher Bildung ein Gegensatz bestünde.
Batt setzte sich auch beim Bischof Heinrich von Glymes und Berghes dafür ein das Erasmus in Paris studieren konnte.